# Nomenclatura delle unità territoriali per le statistiche della Bulgaria
La nomenclatura delle unità territoriali statistiche della Bulgaria (NUTS:BG) è usata per fini statistici a livello dell'Unione europea (Eurostat). I codici NUTS del paese lo dividono in tre livelli:
1. Suddivisione in Rajoni (Райони - Rajoni)
2. Suddivisione coincidente con i rajoni pianificati (Райони за планиране - Rajoni za planirane)
3. Suddivisione coincidente con i distretti (Области - Oblasti)

Mappe
Mappa dei NUTS-1
Mappa dei NUTS-2 e 3

## Elenco dei NUTS
| NUTS 1                              | Codice | NUTS 2            | Codice | NUTS 3                      | Codice |
| ----------------------------------- | ------ | ----------------- | ------ | --------------------------- | ------ |
| Bulgaria Settentrionale e Orientale | BG3    | Severozapaden     | BG31   | Distretto di Vidin          | BG311  |
| Bulgaria Settentrionale e Orientale | BG3    | Severozapaden     | BG31   | Distretto di Montana        | BG312  |
| Bulgaria Settentrionale e Orientale | BG3    | Severozapaden     | BG31   | Distretto di Vraca          | BG313  |
| Bulgaria Settentrionale e Orientale | BG3    | Severozapaden     | BG31   | Distretto di Pleven         | BG314  |
| Bulgaria Settentrionale e Orientale | BG3    | Severozapaden     | BG31   | Distretto di Loveč          | BG315  |
| Bulgaria Settentrionale e Orientale | BG3    | Severen centralen | BG32   | Distretto di Veliko Tărnovo | BG321  |
| Bulgaria Settentrionale e Orientale | BG3    | Severen centralen | BG32   | Distretto di Gabrovo        | BG322  |
| Bulgaria Settentrionale e Orientale | BG3    | Severen centralen | BG32   | Distretto di Ruse           | BG323  |
| Bulgaria Settentrionale e Orientale | BG3    | Severen centralen | BG32   | Distretto di Razgrad        | BG324  |
| Bulgaria Settentrionale e Orientale | BG3    | Severen centralen | BG32   | Distretto di Silistra       | BG325  |
| Bulgaria Settentrionale e Orientale | BG3    | Severoiztočen     | BG33   | Distretto di Varna          | BG331  |
| Bulgaria Settentrionale e Orientale | BG3    | Severoiztočen     | BG33   | Distretto di Dobrič         | BG332  |
| Bulgaria Settentrionale e Orientale | BG3    | Severoiztočen     | BG33   | Distretto di Šumen          | BG333  |
| Bulgaria Settentrionale e Orientale | BG3    | Severoiztočen     | BG33   | Distretto di Tărgovište     | BG334  |
| Bulgaria Settentrionale e Orientale | BG3    | Jugoiztočen       | BG34   | Distretto di Burgas         | BG341  |
| Bulgaria Settentrionale e Orientale | BG3    | Jugoiztočen       | BG34   | Distretto di Sliven         | BG342  |
| Bulgaria Settentrionale e Orientale | BG3    | Jugoiztočen       | BG34   | Distretto di Jambol         | BG343  |
| Bulgaria Settentrionale e Orientale | BG3    | Jugoiztočen       | BG34   | Distretto di Stara Zagora   | BG344  |
| Bulgaria Centrale e Meridionale     | BG4    | Jugozapaden       | BG41   | Sofia                       | BG411  |
| Bulgaria Centrale e Meridionale     | BG4    | Jugozapaden       | BG41   | Distretto di Sofia          | BG412  |
| Bulgaria Centrale e Meridionale     | BG4    | Jugozapaden       | BG41   | Distretto di Blagoevgrad    | BG413  |
| Bulgaria Centrale e Meridionale     | BG4    | Jugozapaden       | BG41   | Distretto di Pernik         | BG414  |
| Bulgaria Centrale e Meridionale     | BG4    | Jugozapaden       | BG41   | Distretto di Kjustendil     | BG415  |
| Bulgaria Centrale e Meridionale     | BG4    | Južen centralen   | BG42   | Distretto di Plovdiv        | BG421  |
| Bulgaria Centrale e Meridionale     | BG4    | Južen centralen   | BG42   | Distretto di Haskovo        | BG422  |
| Bulgaria Centrale e Meridionale     | BG4    | Južen centralen   | BG42   | Distretto di Pazardžik      | BG423  |
| Bulgaria Centrale e Meridionale     | BG4    | Južen centralen   | BG42   | Distretto di Smoljan        | BG424  |
| Bulgaria Centrale e Meridionale     | BG4    | Južen centralen   | BG42   | Distretto di Kărdžali       | BG425  |

## Unità amministrativa locale
Al di sotto dei NUTS esistono due livelli di LAU (Unità amministrativa locale) che sono:
| Livello | Suddivisione              | Numero |
| ------- | ------------------------- | ------ |
| LAU 1   | Comuni (Общини)           | 264    |
| LAU 2   | Villaggi (Населени места) | 5.329  |